# Cằm
Trong giải phẫu người, cằm là bộ phận thấp nhất ở mặt. Khu vực bao quanh cằm được gọi là hàm dưới người. Nó có khuynh hướng trỏ ra và có hình tam giác ở phụ nữ, trong khi có hình vuông ở đàn ông. Có nhiều người có dạng cằm chẻ, và nhiều người cằm lợt.